# قائمة الأفلام المتصدرة شباك التذاكر الأمريكي عام 2012
قائمة الأفلام المتصدرة شباك التذاكر الأمريكي عام 2012 هي الأفلام التي احتلت المركز الأول في شباك التذاكر الأمريكي أثناء عُطل نهاية الأسبوع لعام 2012.

## الأفلام الأولى
| #  | التاريخ        | الفيلم                             | الربح       | ملاحظات | المراجع       |
| -- | -------------- | ---------------------------------- | ----------- | --- | ------------- |
| 1  | 8 يناير 2012   | الشيطان في الداخل                  | 33,732,515  | | [ 2 ]         |
| 2  | 15 يناير 2012  | تهريب                              | 24,349,815  | | [ 3 ] [ 4 ]   |
| 3  | 22 يناير 2012  | العالم السفلي: الصحوة              | 25,306,725  | | [ 5 ]         |
| 4  | 29 يناير 2012  | الرمادي                            | 19,665,101  | | [ 6 ]         |
| 5  | 5 فبراير 2012  | وقائع                              | 22,004,098  | | [ 7 ]         |
| 6  | 12 فبراير 2012 | العهد                              | 41,202,458  | حطم الفيلم الرقم القياسي لـهيتش (7.5 مليون دولار) لأعلى إجمالي ربح في عيد الحب في منتصف الأسبوع حيث بلغ 11.6 مليون دولار. | [ 8 ]         |
| 7  | 19 فبراير 2012 | مخبأ                               | 23,641,575  | وصل مخبأ إلى المركز الأول في نهاية الأسبوع الثاني من إصداره. | [ 9 ] [ 10 ]  |
| 8  | 26 فبراير 2012 | عملية إنقاذ                        | 24,476,632  | | [ 11 ]        |
| 9  | 4 مارس 2012    | لوراكس                             | 70,217,070  | | [ 12 ]        |
| 10 | 11 مارس 2012   | لوراكس                             | 38,846,020  | | [ 13 ]        |
| 11 | 18 مارس 2012   | 21 شارع جامب                       | 36,302,612  | | [ 14 ]        |
| 12 | 25 مارس 2012   | مباريات الجوع                      | 152,535,747 | حطمت مباريات الجوع رقم أليس في بلاد العجائب (116.1 مليون دولار) لأعلى ظهور في نهاية أسبوع في مارس ولإصدار الربيع. لقد حطمت أيضًا رقم ملحمة الشفق: قمر جديد القياسي (142.8 مليون دولار) لأعلى ظهور لأول مرة في نهاية الأسبوع لفيلم يضم بطلة رواية. | [ 15 ]        |
| 13 | 1 أبريل 2012   | مباريات الجوع                      | 58,551,063  | | [ 16 ]        |
| 14 | 8 أبريل 2012   | مباريات الجوع                      | 33,111,557  | | [ 17 ] [ 18 ] |
| 15 | 15 أبريل 2012  | مباريات الجوع                      | 21,096,824  | أصبح فيلم مبارايات الجوع أول فيلم بعد فيلم أفاتار الصدارة في شباك التذاكر لمدة أربعة عطلات نهاية أسبوع متتالية. | [ 19 ]        |
| 16 | 22 أبريل 2012  | فكر كرجل                           | 33,636,303  | | [ 20 ]        |
| 17 | 29 أبريل 2012  | فكر كرجل                           | 17,604,141  | | [ 21 ]        |
| 18 | 6 مايو 2012    | المنتقمون                          | 207,438,708 | حطم فيلم المنتقمون الرقم القياسي لـسبايدرمان 3 (151.1 مليون دولار) لأعلى ظهور في نهاية الأسبوع في مايو. ولقد حطم أيضًا الرقم القياسي لـ فارس الظلام (158.4 مليون دولار) لأعلى ظهور في نهاية الأسبوع لفيلم خارق بالإضافة إلى رقم هاري بوتر ومقدسات الموت - الجزء الثاني (169.2 مليون دولار) لأعلى ظهورلفيم ثلاثي الأبعاد في نهاية الأسبوع في الصيف. كما أصبح أول فيلم يصل إجمالي ربحه إلى 200 مليون دولار في عطلة نهاية أسبوع واحدة. حقق الفيلم أعلى ظهور لأول مرة في نهاية الأسبوع عام 2012. | [ 22 ]        |
| 19 | 13 مايو 2012   | المنتقمون                          | 103,052,274 | حطم فيلم المنتقمون الرقم القياسي لـأفاتار(75.6 مليون دولار) لأعلى ثاني إجمالي في نهاية الأسبوع على الإطلاق، وأصبح أيضًا أول فيلم يصل إجمالي ربحه إلى 100 مليون دولار في عطلة نهاية الأسبوع الثانية من الإصدار. | [ 23 ]        |
| 20 | 20 مايو 2012   | المنتقمون                          | 55,644,102  | حطم المنتقمون الرقم القياسي لـفارس الظلام (27 يومًا) لأسرع فيلم يصل إلى 450 مليون دولار محليًا. | [ 24 ]        |
| 21 | 27 مايو 2012   | رجال ذوو بزات سوداء 3              | 54,592,779  | | [ 25 ] [ 26 ] |
| 22 | 3 يونيو 2012   | بياض الثلج والصياد                 | 56,217,700  | | [ 27 ]        |
| 23 | 10 يونيو 2012  | مدغشقر 3: أكثر المطلوبين في أوروبا | 60,316,738  | | [ 28 ]        |
| 24 | 17 يونيو 2012  | مدغشقر 3: أكثر المطلوبين في أوروبا | 34,055,474  | | [ 29 ]        |
| 25 | 24 يونيو 2012  | أسطورة مريدا                       | 66,323,594  | | [ 30 ]        |
| 26 | 1 يوليو 2012   | تيد                                | 54,415,205  | حطم تيد الرقم القياسي لـ صداع الكحول (45 مليون دولار) لأعلى ظهور لأول مرة في نهاية الأسبوع لفيلم كوميدي أصلي مصنف R. | [ 31 ]        |
| 27 | 8 يوليو 2012   | الرجل العنكبوت المذهل              | 62,004,688  | حطم فيلم الرجل العنكبوت المذهل بإجمالي مبلغ 35 مليون دولار رقم المتحولون (27.8 مليون دولار) لأعلى إجمالي ربح في يوم الثلاثاء على الإطلاق. | [ 32 ]        |
| 28 | 15 يوليو 2012  | عصر الجليد: انجراف القارات         | 46,629,259  | | [ 33 ]        |
| 29 | 22 يوليو 2012  | نهوض فارس الظلام                   | 160,887,295 | حطم فيلم نهوض فارس الظلام الذي بلغ إجمالي ربحه 2.3 مليون دولار رقم هاري بوتر ومقدسات الموت - الجزء الثاني (2 مليون دولار) لأعلى إجمالي في آيماكس. كما حطم الرقم القياسي لـفارس الظلام (158.4 مليون دولار) لأعلى ظهور في نهاية الأسبوع لفيلم غير ثلاثي الأبعاد. | [ 34 ]        |
| 30 | 29 يوليو 2012  | نهوض فارس الظلام                   | 62,101,451  | | [ 35 ]        |
| 31 | 5 أغسطس 2012   | نهوض فارس الظلام                   | 35,737,330  | | [ 36 ]        |
| 32 | 12 أغسطس 2012  | ميراث بورن                         | 38,142,825  | | [ 37 ]        |
| 33 | 19 أغسطس 2012  | ذا اكسبندابلز 2                    | 28,591,370  | | [ 38 ]        |
| 34 | 26 أغسطس 2012  | ذا اكسبندابلز 2                    | 13,423,579  | | [ 39 ]        |
| 35 | 2 سبتمبر 2012  | بوسشن                              | 17,732,480  | | [ 40 ] [ 41 ] |
| 36 | 9 سبتمبر 2012  | بوسشن                              | 9,317,472   | | [ 42 ]        |
| 37 | 16 سبتمبر 2012 | ريزدنت إيفل: الجزاء                | 21,052,227  | | [ 43 ]        |
| 38 | 23 سبتمبر 2012 | نهاية المناوبة                     | 13,152,683  | | [ 44 ]        |
| 39 | 30 سبتمبر 2012 | فندق ترانسيلفانيا                  | 42,522,194  | حطم فندق ترانسيلفانيا الرقم القياسي لـسويت هوم ألاباما (35.6 مليون دولار) لأعلى ظهور في نهاية الأسبوع في سبتمبر. | [ 45 ]        |
| 40 | 7 أكتوبر 2012  | تيكن 2                             | 49,514,769  | | [ 46 ] [ 47 ] |
| 41 | 14 أكتوبر 2012 | تيكن 2                             | 21,873,127  | | [ 48 ]        |
| 42 | 21 أكتوبر 2012 | نشاط خارق 4                        | 29,003,866  | | [ 49 ]        |
| 43 | 28 أكتوبر 2012 | آرغو                               | 12,085,059  | وصلت فيلم أرجو إلى المرتبة الأولى في عطلة نهاية الأسبوع الثالثة من إصداره. | [ 50 ]        |
| 44 | 4 نوفمبر 2012  | رالف المدمر                        | 49,038,712  | حطم الفيلم الرقم القياسي لـ رابونزل (48.8 مليون دولار) لأعلى ظهور في نهاية الأسبوع لفيلم استوديوهات والت ديزني للرسوم المتحركة. | [ 51 ]        |
| 45 | 11 نوفمبر 2012 | سكايفول                            | 88,364,714  | حطم رقم أوستن باورز في غولدميمبر (73 مليون دولار) لأعلى ظهور لفيم تجسس في نهاية الأسبوع. | [ 52 ]        |
| 46 | 18 نوفمبر 2012 | ملحمة الشفق: بزوغ الفجر - الجزء 2  | 141,067,634 | | [ 53 ]        |
| 47 | 25 نوفمبر 2012 | ملحمة الشفق: بزوغ الفجر - الجزء 2  | 43,641,448  | | [ 54 ]        |
| 48 | 2 ديسمبر 2012  | ملحمة الشفق: بزوغ الفجر - الجزء 2  | 17,416,362  | | [ 55 ]        |
| 49 | 9 ديسمبر 2012  | سكايفول                            | 10,780,201  | استعاد سكايفول المركز الأول في إصداره الخامس من عطلة نهاية الأسبوع، وأصبح أيضًا أول فيلم يجتل المركز الأول في نهاية الأسبوع الخامس بعد كيف تروض تنينك (2010). | [ 56 ]        |
| 50 | 16 ديسمبر 2012 | الهوبيت: رحلة غير متوقعة           | 84,617,303  | حطم الفيلم الرقم القياسي لـ أنا أسطورة (77.2 مليون دولار) لأعلى ظهور في نهاية الأسبوع في ديسمبر. | [ 57 ]        |
| 51 | 23 ديسمبر 2012 | الهوبيت: رحلة غير متوقعة           | 36,888,365  | | [ 58 ] [ 59 ] |
| 52 | 30 ديسمبر 2012 | الهوبيت: رحلة غير متوقعة           | 31,926,068  | | [ 60 ] [ 61 ] |

## الأفلام الأكثر ربحًا
أعلى الأفلام ربحًا في عام 2012.
| المرتبة | الفيلم                               | الاستديو              | المخرج                        | الربح       |
| ------- | ------------------------------------ | --------------------- | ----------------------------- | ----------- |
| 1.      | المنتقمون                            | استوديوهات والت ديزني | جوس ويدن                      | 619,257,177 |
| 2.      | نهوض فارس الظلام                     | وارنر براذرز بيكتشرز  | كريستوفر نولان                | 448,139,099 |
| 3.      | مباريات الجوع                        | ليونزغيت إنترتينمنت   | غاري روس                      | 408,010,692 |
| 4.      | سكايفول                              | كولومبيا بيكتشرز      | سام ميندز                     | 288,704,271 |
| 5.      | ملحمة الشفق: بزوغ الفجر الجزء الثاني | سمت إنترتاينمنت       | بيل كوندون                    | 286,422,893 |
| 6.      | الرجل العنكبوت المذهل                | كولومبيا بيكتشرز      | مارك ويب                      | 261,569,291 |
| 7.      | أسطورة مريدا                         | استوديوهات والت ديزني | مارك اندروز وبريندا تشامب مان | 236,686,287 |
| 8.      | الهوبيت: رحلة غير متوقعة             | وارنر براذرز بيكتشرز  | بيتر جاكسون                   | 228,546,604 |
| 9.      | تيد                                  | يونيفرسال بيكشرز      | سيث ماكفارلن                  | 218,815,487 |
| 10.     | مدغشقر 3: أكثر المطلوبين في أوروبا   | باراماونت بيكتشرز     | إريك دارنيل وكونراد فيرنون    | 216,391,482 |